# Dan Barton
Daniel Dan Barton (Chicago, 20 settembre 1921 – Sherman Oaks, 13 dicembre 2009) è stato un attore statunitense.
Nel cinema collezionò dal 1951 al 1962 13 partecipazioni mentre in TV diede vita a numerosi personaggi in oltre 70 produzioni dal 1953 al 1983.

## Biografia
Dan Barton nacque a Chicago il 20 settembre 1921. Cominciò la sua carriera di attore come interprete in serie radiofoniche trasmesse da stazioni nella sua zona natìa, tra le quali la popolare serie Skippy. Dopo aver partecipato alla seconda guerra mondiale, prese parte a diverse produzioni teatrali, tra le quali alcune a Broadway (Mr. Roberts). Fece il suo debutto al cinema agli inizi degli anni cinquanta e in televisione nel 1953.
Fu interprete di diversi personaggi per serie televisive, tra cui il detective Burke in 13 episodi della serie Dan Raven nel 1960 (il suo ruolo televisivo più noto). Continuò la sua carriera per la televisione impersonando una miriade di ruoli minori e inanellando una serie di apparizioni da guest star in decine di episodi di serie televisive, dall'epoca d'oro della televisione statunitense fino agli anni ottanta. Recitò anche in ruoli diversi in più di un episodio, come in due episodi di Schlitz Playhouse of Stars, tre episodi di Fireside Theatre, tre episodi di Stage 7, quattro episodi di TV Reader's Digest, tre episodi di The Ford Television Theatre, quattro episodi di Roy Rogers (The Roy Rogers Show), quattro episodi di Dragnet, tre episodi di I racconti del West, tre episodi di The Lineup, quattro episodi di F.B.I. e quattro episodi di Barnaby Jones.
Fu inoltre accreditato in diverse produzioni cinematografiche per le quali interpretò personaggi più o meno secondari, come il produttore di Hollywood in I'll See You in My Dreams del 1951, 'Bama in Attente ai marinai! del 1952, Ray Mullins in Il cantante di jazz del 1952, il caporale MacDonald in Francis Joins the WACS del 1954, il tenente Chesney in Scialuppe a mare del 1956, Tiger in Tempi brutti per i sergenti del 1958, il marinaio Fineberg in È sbarcato un marinaio del 1958 e Pencils McCane (il suo ultimo ruolo cinematografico) in The Wacky World of il dottor Morgus del 1962. Per il teleschermo la sua ultima interpretazione risale al film per la televisione Emergency Room, trasmesso nel 1983, in cui dà vita al personaggio di Mapes.
Sposò l'attrice Anne Barton (morta nel 2000) dalla quale ebbe tre figli. Nel 2005 sposò poi l'attrice Gyl Roland (figlia di Gilbert Roland e Constance Bennett).
Morì a Sherman Oaks, in California, il 13 dicembre 2009.

## Filmografia

### Cinema
- Marmittoni al fronte (Up Front) (1951)
- I'll See You in My Dreams (1951)
- Attente ai marinai! (Sailor Beware) (1952)
- Il cantante di jazz (1952)
- La sposa sognata (Dream Wife) (1953)
- Ragazze audaci (Playgirl) (1954)
- Return from the Sea (1954)
- Francis Joins the WACS (1954)
- La conquista dello spazio (Conquest of Space) (1955)
- Scialuppe a mare (Away All Boats) (1956)
- Tempi brutti per i sergenti (No Time for Sergeants) (1958)
- È sbarcato un marinaio (Onionhead) (1958)
- The Wacky World of Dr. Morgus (1962)

### Televisione
- City Detective – serie TV, un episodio (1953)
- Schlitz Playhouse of Stars – serie TV, 2 episodi (1953-1954)
- Squadra mobile (Racket Squad) – serie TV, un episodio (1953)
- Fireside Theatre – serie TV, 3 episodi (1954-1955)
- The Web – serie TV, un episodio (1954)
- Navy Log – serie TV, episodi 1x03-1x12-1x21 (1955-1956)
- TV Reader's Digest – serie TV, 4 episodi (1955-1956)
- The Ford Television Theatre – serie TV, 3 episodi (1955-1957)
- Roy Rogers (The Roy Rogers Show) – serie TV, 4 episodi (1955-1957)
- Dragnet – serie TV, 4 episodi (1955-1958)
- Stage 7 – serie TV, 3 episodi (1955)
- Lux Video Theatre – serie TV, un episodio (1955)
- Le avventure di Rin Tin Tin (The Adventures of Rin Tin Tin) – serie TV, un episodio (1955)
- The Lineup – serie TV, 3 episodi (1956-1959)
- Letter to Loretta – serie TV, un episodio (1956)
- General Electric Theater – serie TV, episodio 4x30 (1956)
- Star Stage – serie TV, un episodio (1956)
- Celebrity Playhouse – serie TV, episodio 1x35 (1956)
- The Gale Storm Show: Oh! Susanna – serie TV, un episodio (1956)
- The Silent Service – serie TV, 2 episodi (1957-1958)
- I racconti del West (Zane Grey Theater) – serie TV, 3 episodi (1957-1959)
- Cavalcade of America – serie TV, un episodio (1957)
- Il cavaliere solitario (The Lone Ranger) – serie TV, un episodio (1957)
- The Web – serie TV, un episodio (1957)
- Code 3 – serie TV, 2 episodi (1957)
- Tales of Wells Fargo – serie TV, un episodio (1957)
- Cheyenne – serie TV, un episodio (1957)
- The Millionaire – serie TV, un episodio (1957)
- Playhouse 90 – serie TV, 2 episodi (1957)
- Trackdown – serie TV, un episodio (1958)
- Richard Diamond (Richard Diamond, Private Detective) – serie TV, un episodio (1958)
- The Court of Last Resort – serie TV, episodio 1x19 (1958)
- Tombstone Territory – serie TV, un episodio (1958)
- Mike Hammer – serie TV, un episodio (1958)
- Boots and Saddles – serie TV, un episodio (1958)
- Steve Canyon – serie TV, episodio 1x01 (1958)
- Colgate Theatre – serie TV, un episodio (1958)
- Il tenente Ballinger (M Squad) – serie TV, un episodio (1958)
- Perry Mason – serie TV, un episodio (1958)
- Flight – serie TV, episodio 1x13 (1958)
- The Texan – serie TV, episodio 2x05 (1959)
- Tightrope – serie TV, episodio 1x11 (1959)
- June Allyson Show (The DuPont Show with June Allyson) – serie TV, episodio 1x10 (1959)
- The Grand Jury – serie TV, un episodio (1959)
- Peter Gunn – serie TV, episodio 2x15 (1960)
- Have Gun - Will Travel – serie TV, episodio 3x32 (1960)
- Men Into Space – serie TV, episodio 1x33 (1960)
- Gli intoccabili (The Untouchables) – serie TV, un episodio (1960)
- The Rebel – serie TV, un episodio (1960)
- Dan Raven – serie TV, 13 episodi (1960)
- Follow the Sun – serie TV, episodio 1x27 (1962)
- Il virginiano (The Virginian) – serie TV, episodio 1x22 (1963)
- Il fuggiasco (The Fugitive) – serie TV, un episodio (1964)
- The Crisis (Kraft Suspense Theatre) – serie TV, 2 episodi (1964)
- Twelve O'Clock High – serie TV, un episodio (1964)
- The Bill Dana Show – serie TV, un episodio (1964)
- I giorni della nostra vita – serie TV (Days of Our Lives) (1965)
- F.B.I. (The F.B.I.) – serie TV, 4 episodi (1966-1971)
- Squadra speciale anticrimine (The Felony Squad) – serie TV, episodio 1x07 (1966)
- Mannix – serie TV, un episodio (1969)
- Paper Man – film TV (1971)
- Le strade di San Francisco (The Streets of San Francisco) – serie TV, 3 episodi (1972-1977)
- Lassie – serie TV, un episodio (1972)
- Ironside – serie TV, un episodio (1972)
- Barnaby Jones – serie TV, 4 episodi (1973-1976)
- Cannon – serie TV, un episodio (1973)
- S.W.A.T. – serie TV, un episodio (1975)
- La donna bionica (The Bionic Woman) – serie TV, un episodio (1976)
- Uno sceriffo a New York (McCloud) – serie TV, un episodio (1976)
- Agenzia Rockford (The Rockford Files) – serie TV, un episodio (1977)
- Due americane scatenate (The American Girls) – serie TV, un episodio (1978)
- Capitan America – film TV (1979)
- Galactica (Battlestar Galactica) – serie TV, un episodio (1979)
- Quincy (Quincy M.E.) – serie TV, un episodio (1979)
- Emergency Room – film TV (1983)